# ヴィッラペルッチョ
ヴィッラペルッチョ（イタリア語: Villaperuccio）は、イタリア共和国サルデーニャ州南サルデーニャ県にある、人口約1,100人の基礎自治体（コムーネ）。

## 地理

### 位置・広がり

#### 隣接コムーネ
隣接するコムーネは以下の通り。
- ナルカーオ
- ヌージス
- ペルダージュス
- ピシーナス
- サンタディ
- トラタリーアス

## 行政

### 分離集落
ヴィッラペルッチョには、以下の分離集落（フラツィオーネ）がある。
- Is Cotzas, Is Faddas, Is Grazias, Is Pintus, Is Pireddas, Matta S'Olia, Terrazzu.